# Bągart (Dzierzgoń)
Bągart (deutsch Baumgarth, früher Baumgardt und Baumgart) ist ein Dorf in der Stadt- und Landgemeinde (Gmina) Dzierzgoń (Christburg) im Powiat Sztumski (Stuhmer Kreis) der polnischen Woiwodschaft Pommern.

## Geographische Lage
Das Dorf liegt im ehemaligen Westpreußen, an der von hier an schiffbaren Sorge, etwa 23 Kilometer ostnordöstlich von Stuhm (Sztum), 25 Kilometer ostsüdöstlich von Marienburg (Malbork) und 5½ Kilometer nördlich von Christburg (Dzierzgoń).

## Geschichte
Ältere Ortsbezeichnungen sind Bomgarten (1353), Baumgart (1354), Bomgart (1437), Bągart (1606) und Baumgardt (1659). Das Dorf gründete Anfang des 14. Jahrhunderts Sieghard von Schwarzburg, 1301–1316 mit Unterbrechungen Deutschordens-Komtur von Christburg. Sein Nachfolger, Luther von Braunschweig (im Amt 1314–1331) erneuerte am 15. August 1316 die Handfeste. Nach der ältesten erhaltenen Handfeste, die 1353 der oberste Trappier Konrad von Bruningisheym ausfertigte, waren dem Dorf 61 Hufen und acht Morgen Land verliehen worden, wovon der Pfarrer vier Hufen erhalten hatte.
Im Jahr 1945 gehörte die Landgemeinde Baumgarth zum Landkreis Stuhm im Regierungsbezirk Marienwerder im Reichsgau Danzig-Westpreußen des Deutschen Reichs. Baumgarth war Sitz des Amtsbezirks Baumgarth.
Im Januar 1945 wurde Baumgarth von der Roten Armee besetzt. Nach Beendigung der Kampfhandlungen wurde die Region seitens der sowjetischen Besatzungsmacht zusammen mit ganz Hinterpommern und der südlichen Hälfte Ostpreußens – militärische Sperrgebiete ausgenommen – der Volksrepublik Polen zur Verwaltung überlassen.  Baumgarth wurde unter der polnischen Ortsbezeichnung „Bągart“ verwaltet. Die einheimische Bevölkerung wurde von der polnischen Administration mit wenigen Ausnahmen aus Baumgarth vertrieben.

### Demographie
| Jahr | Einwohner | Anmerkungen |
| ---- | --------- | --- |
| 1783 | –         | königliches Dorf mit einer katholischen Filialkirche, Amt Stuhm, 31 Feuerstellen (Haushaltungen), in Westpreußen |
| 1818 | 790       | königliches Dorf, Amt Stuhm                                                                                      |
| 1852 | 1138      | Dorf |
| 1864 | 1143      | Dorf, darunter 822 Evangelische und 306 Katholiken                                                               |
| 1885 | 1068      | am 1. Dezember, davon 782 Evangelische, 284 Katholiken und zwei sonstige Christen                                |
| 1910 | 981       | Landgemeinde, am 1. Dezember, darunter 789 Evangelische und 191 Katholiken                                       |
| 1933 | 973       | [ 10 ] |
| 1939 | 983       | [ 10 ] |

## Kirche

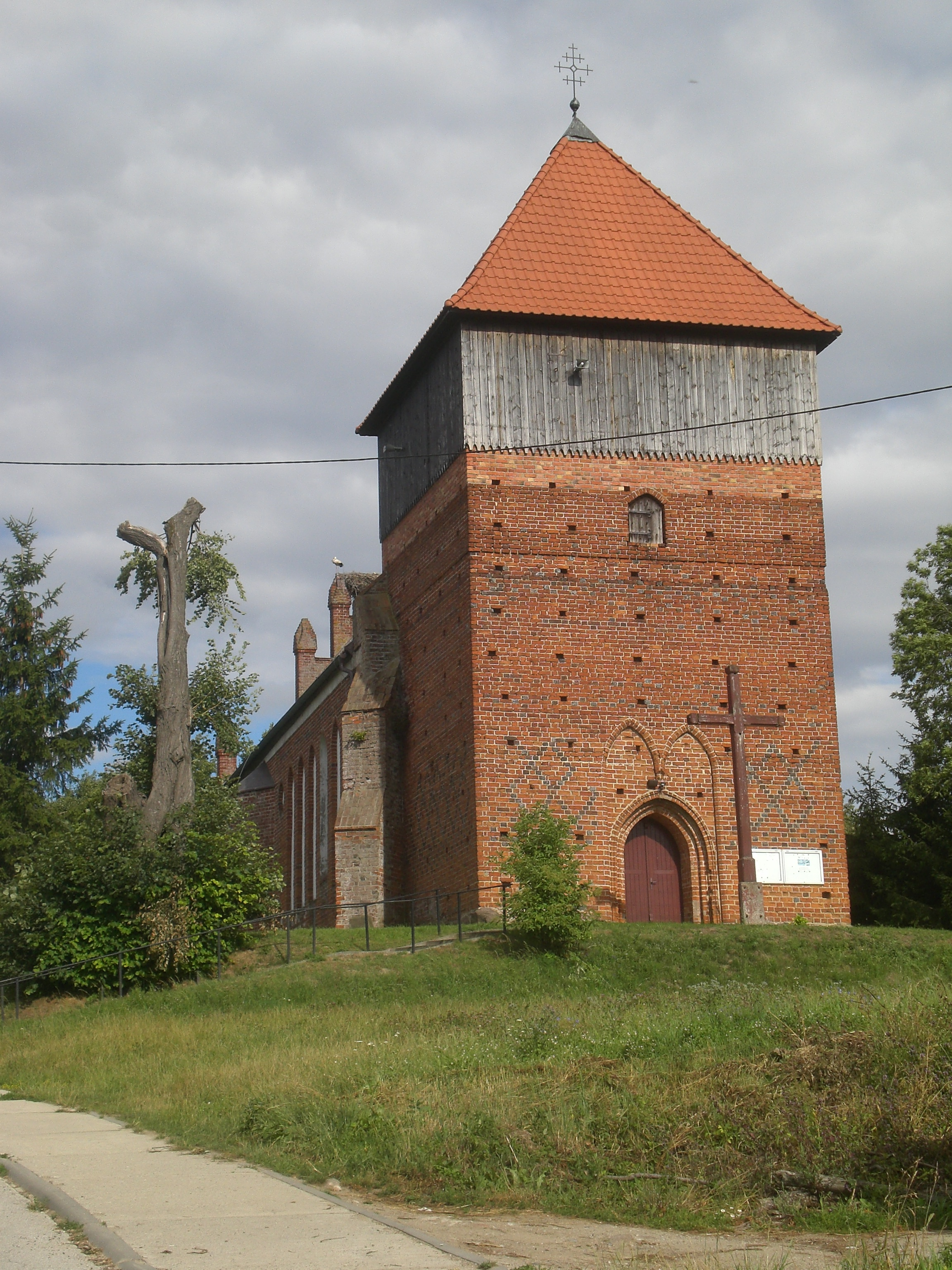
Kirche in Bągart

Die in der erneuerten Handfeste von 1353 erwähnte Dorfkirche wurde im zweiten Schwedenkrieg verwüstet und erst Jahre später wieder für die katholische Gemeinde nutzbar gemacht. Die Kirche mit quadratischem Westturm, die auf einem Hügel in einer Gebäudereihe nördlich der Dorfstraße steht, brannte am 20. Dezember 1794 bis auf die Mauern ab und wurde anschließend schrittweise wieder instand gesetzt.
Die Protestanten der hier bis 1945 anwesenden Dorfbevölkerung gehörten zur evangelischen Pfarrei Christburg.